# Plésidy
Plésidy is een gemeente in het Franse departement Côtes-d'Armor (regio Bretagne) en telt 656 inwoners (2005). De plaats maakt deel uit van het arrondissement Guingamp.

## Geografie
De oppervlakte van Plésidy bedraagt 25,4 km², de bevolkingsdichtheid is 25,8 inwoners per km².
De onderstaande kaart toont de ligging van Plésidy met de belangrijkste infrastructuur en aangrenzende gemeenten.

## Demografie
Onderstaande figuur toont het verloop van het inwonertal (bron: INSEE-tellingen).

1. ↑  Populations de référence 2022.